# Réez-Fosse-Martin
Réez-Fosse-Martin là một xã thuộc tỉnh Oise trong vùng Hauts-de-France phía bắc nước Pháp. Xã này nằm ở khu vực có độ cao trung bình 131 mét trên mực nước biển.